# Cykloheptan
Cykloheptan (C7H14) je organická sloučenina (cykloalkan se sedmi atomy uhlíku v molekule). Jeho výpary dráždí oči.

## Použití
Cykloheptan se používá jako nepolární rozpouštědlo v chemickém průmyslu a k výrobě léčiv.

## Příprava
Cykloheptan se připravuje Clemmensenovou redukcí z cykloheptanonu.

### Podobné sloučeniny
- Cyklohexan
- Cyklooktan